# Feuer aus dem All
Feuer aus dem All (Originaltitel: A Fire in the Sky) ist ein US-amerikanischer Katastrophenfilm aus dem Jahr 1978. Der Fernsehfilm entstand unter der Regie von Jerry Jameson und basiert auf einer Erzählung von Paul Gallico.

## Handlung
Die junge Astronomin Jennifer Dreiser entdeckt durch Zufall einen neuen Kometen, der auf die Erde zurast. Ihr Kollege, der Astronom Dr. Jason Voight, hat errechnet, dass der Komet in acht Tagen in der Nähe der Stadt Phoenix einschlagen wird und informiert sofort den Gouverneur von Arizona. Voight gelingt es zwar, den Gouverneur von der drohenden Gefahr zu überzeugen, allerdings plant dieser nur, den Kometen weit draußen im All mittels einer Rakete mit Nuklearsprengkopf zu zerstören, eine Evakuierung von Phoenix lehnt er ab.
Erst, als die Sprengung des Kometen misslingt, entschließt er sich, die Bevölkerung zu informieren und die Stadt zu evakuieren. Mit Hilfe des Militärs gelingt es tatsächlich, die Stadt im letzten Moment komplett zu evakuieren. Kurz darauf schlägt der Komet ein und die Millionenstadt Phoenix wird völlig vernichtet.

## Kritiken
Das Lexikon des internationalen Films schrieb: „Nach üblichen Mustern gesponnene Science-Fiction-Unterhaltung.“ Die Fernsehzeitschrift TV Spielfilm urteilte: „Desaströses Buch, passable Tricks.“ Movies on TV schrieb: „Großartige technische Tricks“.

## Auszeichnungen
Feuer aus dem All war 1979 für zwei Emmys nominiert.

## Synchronisation
Die deutsche Fassung wurde unter anderem von den Sprechern Randolf Kronberg, Klaus Kindler, Erik Schumann und Viktoria Brams synchronisiert.